# Ucanal
Ucanal är en fornlämning i Guatemala.   Den ligger i departementet Petén, i den nordöstra delen av landet, 280 km nordost om huvudstaden Guatemala City. Ucanal ligger 189 meter över havet.
Terrängen runt Ucanal är platt. Runt Ucanal är det glesbefolkat, med 11 invånare per kvadratkilometer. Det finns inga samhällen i närheten. Omgivningarna runt Ucanal är en mosaik av jordbruksmark och naturlig växtlighet.